# Darkovice
Darkovice är en ort i Tjeckien. Den ligger i den östra delen av landet, 270 km öster om huvudstaden Prag. Darkovice ligger 246 meter över havet och antalet invånare är 1 210.
Terrängen runt Darkovice är platt. Runt Darkovice är det mycket tätbefolkat, med 1 463 invånare per kvadratkilometer. Närmaste större samhälle är Ostrava, 12,0 km söder om Darkovice. Runt Darkovice är det i huvudsak tätbebyggt.